# Андрюшинское сельское поселение (Тюменская область)
Андрюшинское се́льское поселе́ние — муниципальное образование в Нижнетавдинском районе Тюменской области Российской Федерации.
Административный центр — село Андрюшино.

## История
Статус и границы сельского поселения установлены Законом Тюменской области от 5 ноября 2004 года № 263 «Об установлении границ муниципальных образований Тюменской области и наделении их статусом муниципального района, городского округа и сельского поселения».

## Население
| 2010 | 2011 | 2012 | 2013 | 2014  | 2015 | 2016 |
| ---- | ---- | ---- | ---- | ----- | ---- | ---- |
| 886  | →886 | ↘836 | ↘830 | ↘828  | ↘822 | ↘815 |
| 2017 | 2018 | 2019 | 2020 | 2021  |      |      |
| ↗821 | ↘795 | ↘786 | ↘774 | ↗1014 |      |      |

## Состав сельского поселения
| № | Населённый пункт | Тип населённого пункта       | Население |
| - | ---------------- | ---------------------------- | --------- |
| 1 | Андрюшино        | село, административный центр | 479       |
| 2 | Антропово        | село                         | 206       |
| 3 | Девятково        | село                         | 201       |